# Astronomy Domine
Astronomy Domine (Pastor Astronomii) – utwór brytyjskiego zespołu Pink Floyd otwierający ich debiutancki album The Piper at the Gates of Dawn z 1967 r. Napisany i skomponowany przez wokalistę i gitarzystę Syda Barretta. Partię wokalną wykonali Barrett i klawiszowiec Richard Wright.
Na początku utworu menedżer Pink Floyd, Peter Jenner czyta przez megafon nazwy gwiazd.
Słowo „domine” w odniesieniu do tytułu utworu powinno być wymawiane raczej jako [ˈdɒmɪneɪ], nie [dəʊˈmiːn] czy [dəʊˈmaɪn].

## Wykonawcy
- Syd Barrett – gitara, wokal
- Richard Wright – organy, wokal
- Roger Waters – gitara basowa
- Nick Mason – perkusja

oraz
- Peter Jenner – wokaliza (intro)